# Bakháza
Bakháza (hongrois : Bakháza [ˈbɒkhaːzɒ]) est une localité hongroise située dans le comitat de Somogy.

## Site et localisation

### Topographie et hydrographie
Bakháza se situe dans la région du Belső-Somogy, dans une plaine bordée à l'est par des forêts et à l'ouest par des prairies et pâturages, sur les rives du ruisseau Rinya. La localité se trouve dans la partie méridionale du comitat de Somogy.

### Aires faunistiques et floristiques
Le plan d'eau local est prisé des pêcheurs : on y trouve notamment des carpes, des amours blancs, des brochets, des gardons, des carassins, des aspes, des perches, des poissons-chats nains et des chevesnes.

## Histoire
La plus ancienne mention écrite conservée de la localité figure dans une charte de 1453, sous le nom de Bakhaza. On sait peu de choses sur son passé : c'était un village à l'époque médiévale, qui fut ensuite abandonné et rattaché à la localité voisine de Rinyaújnép. Durant la période ottomane, le village fut déserté. Au début du XVIIIe siècle, les seigneurs fonciers de la région furent Mihály et Boldizsár Zankó, puis entre 1723 et 1733, Ferenc Malik. Au moment du recensement de 1870, la localité ne comptait que 15 habitants. Plus tard, elle dépendait du bureau de notariat de Babócsa, où se trouvaient également son bureau de poste et sa gare.
Bakháza retrouva son statut de localité indépendante en 1913, avec une population de 206 habitants. Durant la Première Guerre mondiale, 21 habitants furent mobilisés ; huit d'entre eux périrent au front et leurs noms sont aujourd'hui gravés sur une plaque commémorative inaugurée en 1995.
Dans les années 1920, une coopérative de consommation et de distribution affiliée au réseau Hangya fut fondée, suivie en 1925 par la création d'un cercle agricole. Lors du partage des terres selon le plan Nagyatádi, neuf lots à bâtir ainsi que 145 hold cadastraux de terres provenant des alentours de Kivadár et Rinyaszentkirály furent attribués à des habitants. En 1932, la population atteignait 438 personnes, majoritairement de confession réformée. Le village comptait alors 91 maisons et 777 hold de terres (principalement des terres arables, mais aussi des prés, des pâturages, des forêts et des vignes). L'école était dirigée par le maître d'école populaire Vendel Beleki, originaire de Kivadár. En 1933, le village comptait également des artisans (six maîtres), cinq commerçants, ainsi qu'un agriculteur possédant une batteuse. C'est à cette époque qu'un corps de pompiers volontaires et une association de jeunesse paramilitaire (levente) furent créés. L'approvisionnement était assuré par une boutique généraliste et une auberge.
Après la Seconde Guerre mondiale, Bakháza disposa brièvement d'un conseil local autonome, mais en 1963 un conseil commun fut établi avec Háromfa, dont le siège fut fixé dans cette dernière. En 1974, la localité de Tarany rejoignit également cette structure, avant de retrouver son autonomie administrative quinze ans plus tard.
Lors des élections municipales de 1990, un conseil représentatif fut institué à Bakháza, mais la localité continua de partager un bureau de notaire avec Háromfa. Le premier groupe coopératif agricole (TSZ) fonctionna entre 1952 et 1956, puis fut réorganisé en 1959 sous le nom de Kossuth TSZ, avant de fusionner en 1962 avec la coopérative Új Barázda Mgtsz de Háromfa. Bakháza disposa de sa propre école jusqu'en 1963, date à laquelle l'enseignement fut régionalisé ; depuis lors, les enfants sont scolarisés à Háromfa.
En novembre 2015, un réseau d'assainissement a été mis en service pour la collecte et le traitement des eaux usées de plusieurs localités, dont Nagyatád, Bakháza, Görgeteg, Háromfa, Kutas, Lábod, Ötvöskónyi, Rinyaszentkirály et Tarany.

## Population

### Minorités culturelles et religieuses
Selon le recensement de 2011, 95 % des habitants de Bakháza se déclaraient hongrois, 12,8 % roms et 0,6 % slovaques (5 % n'ont pas souhaité se prononcer ; le total peut dépasser 100 % en raison des identités multiples). Sur le plan religieux, 68,3 % se déclaraient catholiques romains, 3,3 % réformés, 9,4 % sans confession et 18,3 % n'ont pas répondu.
Lors du recensement de 2022, 86,2 % des habitants se déclaraient hongrois, 1,3 % roms, 0,7 % croates et 0,7 % appartenant à une autre nationalité non autochtone (13,8 % n'ont pas répondu ; des identités multiples pouvaient être indiquées). Concernant l'appartenance religieuse, 51,3 % des habitants se déclaraient catholiques romains, 2 % réformés, 0,7 % autres chrétiens, 0,7 % autres catholiques, 7,2 % sans confession, tandis que 38,2 % n'ont pas répondu.

## Équipements

### Réseaux extra-urbains
Bakháza est enclavée et non desservie par le chemin de fer ; les gares les plus proches se trouvent à Babócsa, à environ 10 km, et à Barcs, à environ 22 km. La ville la plus proche est Nagyatád, distante de 15 km.
Bakháza est accessible depuis Nagyatád en suivant la route secondaire 6807 en direction de Babócsa. Juste avant d'atteindre la limite nord de Háromfa, il faut bifurquer sur la route locale n° 68 128, qui mène au centre de ce village en cul-de-sac de quelque 250 habitants, niché dans la vallée du Rinya.

## Patrimoine local
Le clocher situé à côté de l'église est un vestige du château qui se dressait ici jusqu'en 1930.
Dans les environs du village, on peut encore observer les vestiges des remparts de terre de l'ancien fort de Pácod.